# Quibus quantisque malis
Quibus quantisque malis ist ein „Apostolisches Schreiben“, welches am 20. April 1849 von Papst Pius IX. veröffentlicht wurde und in dem er die revolutionären Entwicklungen in Italien kritisierte.

## Historischer Hintergrund
In Italien hatten revolutionäre Freiheitskräfte versucht, Italien von der Fremdherrschaft, den Teilungen und dem Absolutismus zu befreien. Es bildeten sich „politische Widerstandsgruppen“ und „Geheimbünde“ (z. B. die Carbonari), die Aufstände organisierten, die Revolution vorantrieben und im Untergrund arbeiteten. Am 9. Februar 1849 wurde die Römische Republik ausgerufen, die durch ein Triumvirat unter Mitwirkung des radikaldemokratischen Revolutionärs Giuseppe Mazzini geleitet wurde. Bereits am 3. Juli 1849 wurde die Republik von französischen und spanischen Interventionstruppen militärisch niedergeschlagen. Pius IX. kehrte erst im Frühjahr 1850 nach Rom zurück.
Hauptartikel: Geschichte Italiens und Risorgimento

## Revolution und Vertreibung
An seinem Fluchtort Gaeta verfasste er dieses Apostolische Schreiben, welches die nachstehenden Schwerpunkte behandelte:
- Er beklagte die bewaffneten Auseinandersetzungen in Italien und dem übrigen Europa und wandte sich gegen die revolutionären Kräfte. Diese Revolution führte er in wesentlichen Elementen auf die Machenschaften der Geheimbünde zurück, deren Vernichtung bis jetzt noch nicht vollzogen werden konnte. Die Revolutionsführer könnten nicht auf die Unterstützung der Kirche hoffen, da sie die Gebote der Treue überschritten hätten und ihr Handeln als gottlos bezeichnet werden müsse.
- Er bedauert, dass seine „Bataillone“ die Abwehrschlacht verloren hätten, und er erklärt seine Königstreue. Es sei des Weiteren unwürdig, als Oberhaupt der römisch-katholischen Kirche nicht vom Stuhle Petris aus zu regieren.
- Er beschreibt die Gefahr, dass Recht und Vernunft verloren gehen würden und durch das verhängnisvolle System von Sozialismus oder auch dem Kommunismus  übernommen werden könnte.
- Die Verfassung vom Januar 1848 entspräche nicht den Gesetzen der Kirche und es sei daher die Pflicht, alle Besitztümer zurückzufordern. Zur Beendigung dieser Revolution hätte er Österreich, Frankreich, Spanien sowie das Königreich beider Sizilien zur Wiederherstellung der Gerechtigkeit um Hilfe gebeten, denn seine Pflicht gebiete ihm die Freiheit der Kirche wiederherzustellen.
- Der Papst ruft alle Bischöfe und Priester, aber auch alle gläubigen Menschen auf, sich der Angriffe der Gegner zu erwehren und alle Güter wieder der Gerechtigkeit zuzuführen.